# Ловреча-Села
46°07′ пн. ш. 15°48′ сх. д. / 46.11° пн. ш. 15.80° сх. д.
Ловреча-Села (хорв. Lovreća Sela) — населений пункт у Хорватії, у Крапинсько-Загорській жупанії у складі громади Крапинські Топлиці.

## Населення
Населення за даними перепису 2011 року становило 209 осіб.
Динаміка чисельності населення поселення:

## Клімат
Середня річна температура становить 9,95 °C, середня максимальна – 24,00 °C, а середня мінімальна – -6,37 °C. Середня річна кількість опадів – 1032 мм.
| Клімат поселення                              | Клімат поселення | Клімат поселення | Клімат поселення | Клімат поселення | Клімат поселення | Клімат поселення | Клімат поселення | Клімат поселення | Клімат поселення | Клімат поселення | Клімат поселення | Клімат поселення | Клімат поселення |
| Показник                                      | Січ.             | Лют.             | Бер.             | Квіт.            | Трав.            | Черв.            | Лип.             | Серп.            | Вер.             | Жовт.            | Лист.            | Груд.            |                  |
| Середній максимум, °C                         | 5,67             | 7,65             | 11,84            | 16,22            | 20,99            | 24,00            | 23,70            | 23,18            | 19,22            | 14,10            | 8,44             | 4,52             |                  |
| Середня температура, °C                       | −0,36            | 1,63             | 5,82             | 10,20            | 14,96            | 17,98            | 19,70            | 19,17            | 15,22            | 10,09            | 4,45             | 0,51             |                  |
| Середній мінімум, °C                          | −6,37            | −4,4             | −0,22            | 4,17             | 8,92             | 11,95            | 15,69            | 15,17            | 11,23            | 6,09             | 0,45             | −3,48            |                  |
| Норма опадів, мм                              | 50               | 53               | 71               | 75               | 88               | 122              | 100              | 100              | 102              | 100              | 98               | 73               |                  |
| Середньомісячна швидкість вітру, м/с          | 1.66             | 1.85             | 2.21             | 2.20             | 2.10             | 1.90             | 1.80             | 1.61             | 1.60             | 1.66             | 1.76             | 1.71             |                  |
| Середньомісячна сонячна радіація, кДж/м²·день | 4084             | 6783             | 10413            | 14777            | 18877            | 20533            | 21367            | 18592            | 13814            | 8552             | 4502             | 3228             |                  |
| --------------------------------------------- | ---------------- | ---------------- | ---------------- | ---------------- | ---------------- | ---------------- | ---------------- | ---------------- | ---------------- | ---------------- | ---------------- | ---------------- | ---------------- |
| Джерело:                                      |                  |                  |                  |                  |                  |                  |                  |                  |                  |                  |                  |                  |                  |